# São Bento do Una
São Bento do Una is een gemeente in de Braziliaanse deelstaat Pernambuco. De gemeente telt 49.372 inwoners (schatting 2009).

## Geboren
- Alceu Valença (1946), singer-songwriter